# خشم

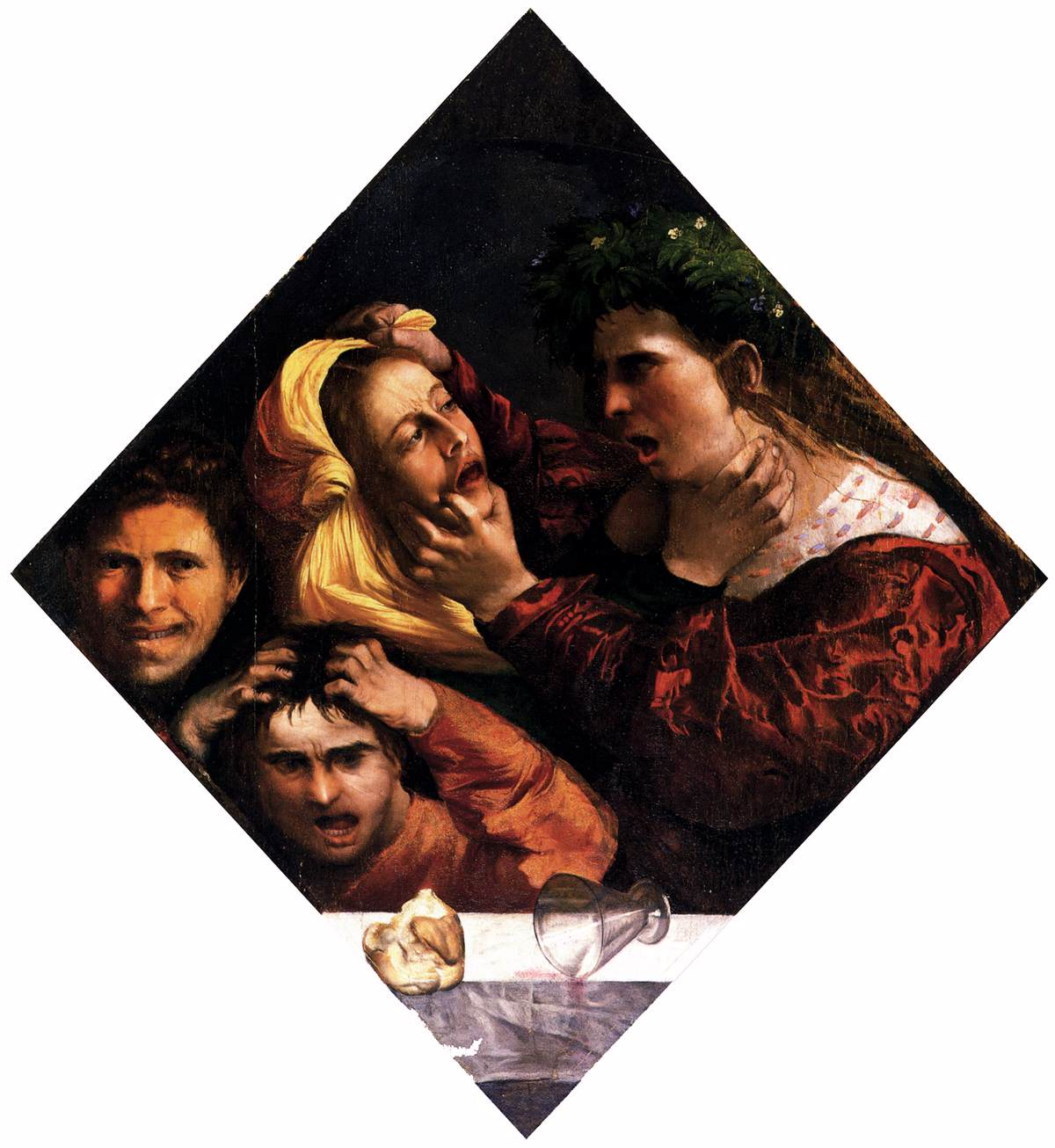
خشم یا کشمکش اثر دوسو دوسی

خشم یا عصبانیت وضعیتی روانی‌ است؛ که درگسترهٔ آزردگی اندک تا غضب شدید می‌گنجد. معلول‌های فیزیکی خشم شامل تند شدن ضربان قلب و افزایش فشار خون و آدرنالین در خون است. از دید عده‌ای، خشم بخشی از واکنش مغز به بیمناکی‌اش از درد است. هنگامی که شخص خودآگاهانه تصمیم به اقدام می‌گیرد تا بلافاصله رفتار تهدید کنندهٔ نیروی بیرونی دیگری را متوقف کند، خشم احساس غالب (رفتاری، ذهنی و کالبدشناختی) در او می‌شود.
خشم را یکی از حالات طبیعی انسان‌ها می‌دانند که در واقع راهی است برای نجات دادن یا حفظ کردن فرد از یک نگرانی یا خطر که در حال وقوع است.
نمودهای خارجی خشم را در حالات چهره و بدن، واکنش‌های کالبدشناختی و گاه رفتارهای تهاجمی در ملأ عام می‌توان یافت. مثلاً جانوران و انسان‌ها صدایشان را بالا می‌برند، می‌کوشند که بزرگ‌تر جلوه کنند، دندان‌هایشان را برهم می‌سایند و خیره می‌شوند. خشم، الگویی رفتاری‌ است که برای مواجهه با تعرض‌کنندگان بروز داده می‌شود تا از رفتار تهدید‌کننده‌شان دست کشند و نوعی احساس است که همه به آن نیاز دارند.
رنگ قرمز به‌عنوان رنگ خشم استفاده می‌شود.

## برخی اشکال خشم
خشم خودآزار
خشم کشمکشی
خشم منفعل
خشم دائمی
خشم قضاوتی
خشم تهاجمی